# Тупикин, Рувим Филиппович
Руви́м Фили́ппович Тупи́кин (23 декабря 1918 — 2000, Санкт-Петербург) — советский художник-график, мастер офорта и литографии, рисовальщик и акварелист, живописец.

## Биография
Художник-график. Заметный представитель реалистического направления в русском искусстве второй половины XX века. Основной жанр — пейзаж. Наиболее частые сюжеты работ — ландшафты Ленинграда и Ленинградская области, Подмосковье. Заслуженный художник Российской Федерации. Член секции графики ЛОССХСоюза художников СССР. Учился на графическом факультете ЛИЖСА имени И. Е. Репина, в мастерской графики Ю. М. Непринцева (1946—1953). Дипломная работа — серия офортов «В колхозе». В 1970-е гг. преподавал в ДХШ № 2 на ул. Некрасова, 10.

## Работы находятся в собраниях
- Государственный Русский музей (Санкт-Петербург)
- Отдел эстампов Российской национальной библиотеки (Санкт-Петербург)

## Награды
- Почётное звание «Заслуженный художник Российской Федерации» (2000) — за заслуги в области искусства[1]